# Yemassee
Yemassee és una població dels Estats Units a l'estat de Carolina del Sud. Segons el cens del 2000, tenia 807 habitants.

## Demografia
Segons el cens del 2000, Yemassee tenia 807 habitants, 323 habitatges i 208 famílies. La densitat de població era de 69,4 habitants/km².
Dels 323 habitatges en un 34,1% vivien nens de menys de 18 anys, en un 35,3% vivien parelles casades; en un 24,8%, dones solteres; i en un 35,3% no eren unitats familiars. En el 31,6% dels habitatges vivien persones soles el 17,3% de les quals corresponia a persones de 65 anys o més que vivien soles. El nombre mitjà de persones que vivien en cada habitatge era de 2,46 i el nombre mitjà de persones que vivien en cada família era de 3,12.
Per edats,la població es repartia de la següent manera: un 31% tenia menys de 18 anys; un 8,2%, entre 18 i 24; un 26%, entre 25 i 44; un 17,3%, de 45 a 60;i un 17,5%, 65 anys o més.
L'edat mediana era de 33 anys. Per cada 100 dones de 18 o més anys hi havia 73 homes.
La renda mediana per habitatge era de 24 868 $ i la renda mediana per família, de 31 429 $. Els homes tenien una renda mediana de 31 944 $ mentre que les dones, de 19 375 $. La renda per capita de la població era de 14 186 $. Entorn del 22,2% de les famílies i el 22,9% de la població estaven per davall del llindar de pobresa.

## Poblacions més properes
El següent diagrama mostra les poblacions més properes.